# المدورة (حبيل جبر)

تعديل مصدري - تعديل

المدورة هي إحدى قرى عزلة حبيل جبر بمديرية حبيل جبر التابعة لمحافظة لحج، بلغ تعداد سكانها 127 نسمة حسب تعداد اليمن لعام 2004.